# Fort Lauderdale Strikers
Fort Lauderdale Strikers (do roku 2011 Miami FC) byl americký fotbalový klub, který v letech 2006 – 2011 hrál USL First Division a od roku 2011 do svého zániku v roce 2016 2. nejvyšší americkou fotbalovou soutěž North American Soccer League (NASL).

## Historie
Klub byl založen roku 2006 jako Miami FC a měl představovat nástupce týmu Miami Fusion FC. První domácí zápas odehrál tým 16. dubna 2006 na Tropical Park Stadium. Už tehdy je v týmu objevovaly hvězdy - např. guatemalský reprezentant Mario Rodriguez či mistr světa Zinho. Dne 30. března 2006 podepsal s týmem smlouvu další bývalý hvězdný hráč - Romario. V listopadu 2009 vedení klubu rozhodlo o odstoupení ze soutěže USL First Division a spolu s dalšími týmy z USA a Kanady založily novou ligu - North American Soccer League. V létě 2010 oznámilo vedení Miami FC záměr tým přejmenovat a dne 17. února 2011 byl název změněn na Fort Lauderdale Strikers.
Klub se postupně dostával do ekonomických problémů, které vyvrcholili na konci roku 2016, kdy majitelé klubu po prohraném soudním sporu přišli o veškerá práva a klubové ochranné známky, které získal majitel konkurenčního celku Tampa Bay Rowdies. Na začátku roku 2017 tak bylo jasné, že Fort Lauderdale do dalšího ročníku NASL u nezasáhne.
Největším rivalem týmu byl celek Tampa Bay Rowdies.

## Poslední soupiska "A" týmu
| #  | Pozice | Hráč          |
| -- | ------ | ------------- |
| 1  | B      | Bruno Cardoso |
| 7  | Ú      | Geison Moura  |
| 10 | Z      | Adrianinho    |
| 21 | O      | Luis Zapata   |

## Slavní hráči
- Avery John - reprezentant Trinidadu a Tobaga, účastník MS 2006
- Mario Rafael Rodríguez - záložník, reprezentant Guatemaly
- Romário - reprezentant Brazílie, mistr světa 1994, držitel Zlatého míče 1994
- Zinho - reprezentant Brazílie, mistr světa 1994

## Trenéři
- 2006-2007:  Chiquinho de Assis
- 2008-2009:  Zinho
- 2010:  Victor Pastora
- 2010-2013:  Daryl Shore
- 2013:  Ricardo Lopes (dočasný)
- 2013-2014:  Günter Kronsteiner
- 2015:  Marcelo Neveleff
- 2015:  Iván Guerrero (dočasný)
- 2015:  Günter Kronsteiner
- 2016:  Caio Zanardi